# Solárium

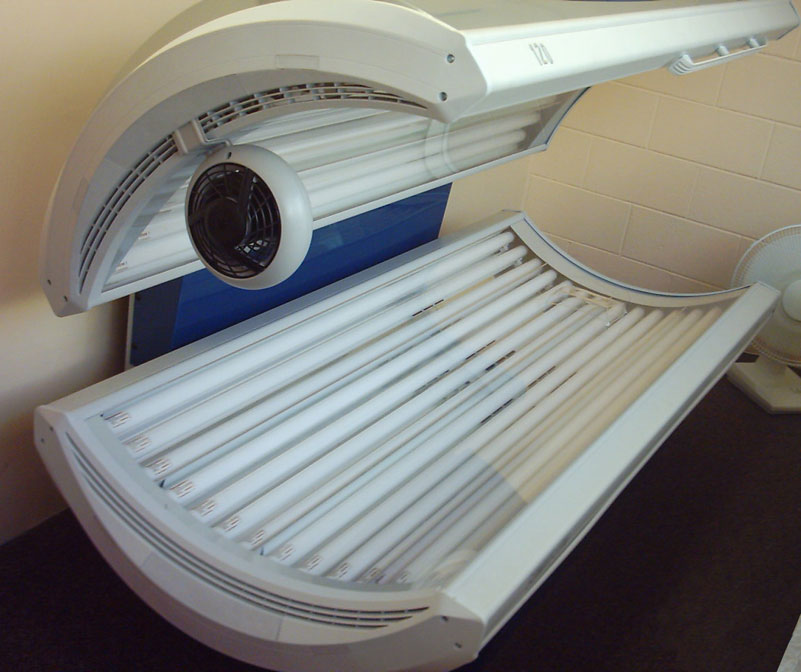
Solarium

Solárium je technické zařízení pro ozařování lidského těla UV zářením (umělým „horským sluncem“). Obvykle se používá z kosmetických důvodů pro navození tmavého zbarvení kůže podobného jako při opalování na slunci. Podle WHO odpovídá asi 20 minut v soláriu zhruba jednomu dni strávenému na pláži.

## Zdravotní rizika
Světová zdravotnická organizace uvádí, že solária jsou zodpovědná každoročně za vznik 10 tisíc zhoubných melanomů u obyvatel Evropy, Austrálie a USA. A připisuje jim i 430 tisíc onemocnění jinými typy nádorů kůže.
Nebezpečí solária představují zejména pro lidí mladší 30 let, mezi kterými mají uživatelé solárií riziko vzniku rakoviny kůže o 75 procent větší než ti, kteří se soláriím vyhýbají. Pokud začnou lidí používat solária před 25. rokem věku, zvyšuje se jejich riziko vzniku spinaliomu o více než 100% a riziko vzniku bazaliomu o 40%.
Podle Naděždy Vojáčkové z kožní kliniky Na Bulovce by se soláriím měly vyhýbat všechny děti a mladí lidé do 18 let, dále lidé se sníženou imunitou, se světlou pletí a vlasy (fototypy 1 a 2) nebo s velkým počtem mateřských znamének. Velmi opatrní by měli být lidé, jejichž rodinní příslušníci měli nebo mají kožní nádor. Uvedla také, že solárium totiž vyzařuje jiné spektrum UV záření než slunce, což může oslabit imunitu kožních buněk a způsobit kožní melanom.

## Kontrola solárií v České republice
Z deseti solárií, která v dubnu 2009 kontrolovala Česká obchodní inspekce, osm ohrožovalo zdraví zákazníků, když překračovala platnou normu vyzařování stanovenou na 0,3 W/m2. ČOI uvedla, že výběr kontrolovaných solárií byl náhodný a z výsledků kontroly tak nelze odvozovat stav všech českých solárií.
Na podzim 2009 tak ČOI provedla další namátkovou kontrolu – maximální přípustné hodnoty vyzařování nedodržovalo a evropské normě tak nevyhovělo 10 z 11 solárií.
Po alarmujících výsledcích kontrol ČOI dohled nad solárii zpřísnila. V roce 2010 inspektoři provedli 41 kontrol přesným radiospektrometrem, při kterých změřili 47 solárních zařízení. Do normy na celkové účinné ozáření pro erytém, tedy pro zarudnutí pokožky podrážděné zářením v soláriu, se nevešlo 19 solárií. Dalších 354 solárních zařízení inspektoři změřili ručními orientačními spektrometry, překročení mezní hodnoty pro celkové účinné ozáření zjistili u 115 z nich.